# Iliana Fox
Iliana Jan Fox Gaitán (Ciudad de México; 3 de enero de 1977), conocida simplemente como Iliana Fox, es una actriz mexicana. Ha participado en varias telenovelas como El último rey, Médicos línea de vida, Imperio de mentiras, La fiscal de hierro, Mirada de mujer, el regreso, Cuando seas mía y  Vivir sin ti.

## Biografía
Antes de convertirse en actriz, Iliana estudió canto con el maestro Carlos Fernández. En cine destaca su actuación como protagonista del cortometraje El sonido del silencio (2004) y en el largometraje Kilómetro 31 (2005).
Fox participó en la serie Bienes raíces para Canal Once, y protagonizó la versión mexicana de Grey's Anatomy para TV Azteca llamada A corazón abierto.
En 2013, Fox actuó como coprotagonista en la serie Fortuna, realizando el personaje de una policía o agente en el canal Cadena Tres de México.  A finales del mismo año, Fox participó en la telenovela de TV Azteca llamada Prohibido amar.
En 2016 co-estelariza junto a Ludwika Paleta la película Rumbos paralelos.
Además de la actuación, Fox se ha desempeñado como modelo de foto fija, comerciales, portadas de revista, videoclips y campañas de prestigiadas marcas en México y Japón.[cita requerida]

## Vida personal
Fue pareja del actor mexicano José María Yazpik, con quien tiene una hija.

## Filmografía

### Televisión
| Año       | Título                       | Personaje                                          |
| --------- | ---------------------------- | -------------------------------------------------- |
| 1999      | Marea brava                  | Marta Sampaya                                      |
| 2000      | Ellas, inocentes o culpables | Vicky                                              |
| 2001-2002 | Cuando seas mía              | Diana Sánchez Serrano                              |
| 2003-2004 | Mirada de mujer, el regreso  | Ana Camila                                         |
| 2005      | Machos                       | Fernanda Garrido                                   |
| 2008      | Vivir sin ti                 | Liliana                                            |
| 2010      | Bienes raíces                | Marcela                                            |
| 2011-2012 | A corazón abierto            | María Alejandra Rivas Carrera                      |
| 2013      | Fortuna                      | Florencia Elizalde                                 |
| 2013      | Prohibido amar               | Laura Salvidar de Hernández                        |
| 2014      | Caipirinha Sunrise           | Ariana                                             |
| 2014      | Señora Acero                 | Vanessa Creel                                      |
| 2015      | Caminos de Guanajuato        | Florencia Rivero Lozada                            |
| 2017      | La fiscal de hierro          | Silvana Durán                                      |
| 2017      | Dogma                        | Alicia Cervantes                                   |
| 2019-2020 | Médicos, línea de vida       | Susana Álvarez de Galván                           |
| 2020-2021 | Imperio de mentiras          | Cristina Cárdenas                                  |
| 2022      | El último rey                | María del Refugio «Doña Cuquita» Abarca Villaseñor |
| 2023-2024 | Senda prohibida              | Irene Rubio                                        |
| 2025      | Con esa misma mirada         | Leticia                                            |

### Cine
| Año  | Título                 | Personaje         |
| ---- | ---------------------- | ----------------- |
| 2004 | El sonido del silencio | Gumercinda        |
| 2007 | Kilómetro 31           | Ágata / Catalina  |
| 2013 | Las Aparicio           | Mercedes Aparicio |
| 2016 | Rumbos paralelos       | Silvia            |